# 烏爾齊尼
烏爾齊尼 （阿爾巴尼亞語： 或 ）是位於蒙特內哥羅東南部烏爾齊尼市鎮内的沿海城市及其行政中心，與阿爾巴尼亞邊境接壤。根據2011年的人口普查，烏爾齊尼市區人口10,707（大部分為阿爾巴尼亞人），整个市镇有19,921人。
烏爾齊尼的名稱源於建立城市的科爾基斯人。

## 人口
烏爾齊尼人口：
- 1981年3月3日 - 9,140
- 1991年3月3日 - 10,025
- 2003年11月1日 - 10,828

族群分布（2003年人口普查）：
- 阿爾巴尼亞人 (72.14%)
- 蒙特內哥羅人 (11.93%)
- 塞爾維亞人 (7.44%)
- 穆斯林人 (3.36%)
- 波士尼亞克人 (1.46%)

宗教（2003年人口普查）：
- 伊斯蘭教 (79.86%)
- 東正教 (10.7%)
- 羅馬天主教 (10.7%)